# КБ-674
КБ-674 — башенный подъёмный кран, самоходный, на рельсовом ходу, полноповоротный, имеет 21 исполнение, предназначен для производства строительно-монтажных работ основного оборудования главных корпусов открытых и полуоткрытых компоновок, а также жилых и административных зданий и сооружений с массой монтируемых элементов от 2,5 до 25 т, относится к кранам 6-й размерной группы.

## Описание
Кран был спроектирован в конце 1960-х годов.
Краны всех исполнений управляются из кабины управления командоконтроллерами, а краны исполнения от «А-0-1» до «А-10-1» дополнительно оснащены системой телерадиопрограммного управления (РПУ-2). При этом транспортные операции по доставке грузов выполняются автоматически по заданной программе.
Исполнения могут быть получены на основе базовой модели при изменении количества секций башни, стрелы, крюковых обойм или грузовых тележек и имеют различные характеристики.
В неповоротной башне размещён пассажирский подъёмник на два человека. Башня наращивается сверху сменными промежуточными секциями с помощью собственных механизмов. Основная стрела и противовесная консоль — балочного типа, секционные, треугольного сечения. По нижним поясам на основной стреле перемещается грузовая тележка с крюковой обоймой, на противовесной консоли — грузовые тележки.
Питание крана осуществляется от сети переменного тока 380В частотой 50Гц, с мощностью трансформатора не менее 300 кВ•А. Передвижение крана с грузом допускается только для крана исполнения «А-0» с высотой башни не более 46 метров
Завод-Изготовитель — НКЗ.
С 1984 года освоен серийный выпуск модификации 674А-13. Кран предназначен для строительства нулевых циклов. Башня крана укороченная. Металлоконструкции выполнены из термоупрочнённых труб. Грузовая лебёдка имеет реверсивный тиристорный привод, обеспечивающий плавный разгон и торможение груза. Все узлы и механизмы модификации «А-13» унифицированы с базовым краном КБ-674А. Кран также полноповоротный, на рельсовом ходу, башня неповоротная, предназначен для механизации строительных работ нулевого цикла. Для возведения надземной части здания используется этот же кран: наращивают башню, меняют длину стрелы, остальные узлы и механизмы перемонтажа не требуют. Конструкция крана защищена рядом авторских свидетельств

## Модификации

### КБ-675
КБ-675 — кран стационарный переставной с неповоротной башней, с балочной стрелой, с противовесной консолью, грузоподъемностью 12,5 т. Тип и принцип крепления основания совпадает со стационарным КБ-573. По конструкции основные узлы, кроме основания унифицированы и совпадают с кранами серии КБ-674.

### КБ-676
КБ-676 — башенный кран, имеющий 4 исполнения, отличающиеся грузовысотными характеристиками. Кран производится как в передвижном, так и в анкерном исполнении. С целью увеличения высоты подъёма, краны имеют возможность крепления к строящемуся сооружению. Крепление осуществляется на шарнирах при помощи труб, на разных уровнях — по мере роста сооружения. Для передвижного исполнения также возможно крепление к рельсовым путям.

## Технические характеристики
Характеристики крана приведены в карточках.

## Описание конструкции

### Ходовая тележка
Представляет собой четырёхколёсную тележку, состоящую из двух объединённых балансиром двухколёсных тележек, одна из которых ведущая, другая — ведомая. Конструкция аналогичная типовым «унифицированным крановым тележкам». Особенность ведущей тележки состоит в том, что привод осуществляется не на два, а на одно колесо. Для снижения скорости перемещения крана используется дополнительный редуктор. Каждая тележка имеет откидные захваты по торцам и подхват в центре. Для быстрой остановки башенного крана при угоне ветром используют специальный быстродействующий захват.

### Ходовая рама
Ходовая рама КБ-674 и КБ-676 представляет собой плоскую асимметричную раму с подкосами со смещением башни на 2,45 м относительно оси кранового пути в сторону здания. Представляет собой сборно-разборную конструкцию габаритами 7,5 м, создающую жёсткий опорный контур. К центральной её части, расположенной непосредственно под основанием башни, примыкают съёмные балки, которые, как и центральная рама, опираются на 4-х колёсные тележки. Все балки выполнены сварными и имеют коробчатое сечение. При транспортировке их отделяют и они перевозятся отдельно.
Для повышения жесткости конструкции раму и съёмные балки связывают с поясами башен подкосами. С этой же целью съёмные балки связывают между собой поперечными балками, на которые укладывают плиты балласта.

### Башня
Башня представляет собой тип «наращиваемых сверху» кранов. Состоит из основания с поясами, нижней короткой секции, промежуточных секций, лифтовой секции, опорно-поворотного устройства и оголовка. Секции последовательно устанавливаются между верхней (лифтовой) и предыдущей.
Ходовая рама, нижняя часть башни, балласт

### Подъёмник
Подъёмник — рассчитан на двух человек и имеет грузоподъёмность 160 кг. Кабина выполнена цельнометаллической, сварной, дверь двухстворчатая или распашная, а также окно в двери задней стенки. Внутри кабины находится пульт управления с кнопками. Кабина лифта подвешивается на двух тяговых тросах, которые подвешены на барабан лебёдки. Подъёмник двигается внутри секций башни вдоль направляющих Т-образного профиля, по которым катятся ролики четырёх башмаков. Нижняя и верхняя секции башни оборудованы посадочными площадками с шахтными дверьми и кнопками управления. Машинное отделение лифта находится в верхней секции.
В нижней секции расположены приёмное устройство для кабеля и натяжное устройство с блоком для каната ограничителя скорости движения лифта. На секциях башни предусмотрены устройства, предотвращающие поперечные отклонения тяговых канатов и кабеля от ветра (выдувания). Для безопасной работы лифт-подъёмник оборудован системой блокировок: двери кабины и шахты имеют автоматические запоры, предусмотрены ограничители остановки кабины при разной длине канатов или увеличении скорости её спуска, имеются концевые выключатели верхнего и нижнего положений кабины. На случай обрыва или ослабления одного или двух канатов лифт имеет возможность экстренной остановки и фиксации на направляющих при помощи специальных клиновых ловителей. Ловители автоматические, одновременно выключается лифтовая лебёдка.
В случае, если кран установлен не на полную высоту, излишки троса укладываются в специальный ящик.

### Кабина управления
Кабина управления кранов — выносная, установленная на поворотном оголовке крана.

### Поворотное устройство
Поворотное устройство КБ-674 представляет собой поворотные круги с цевочным зацеплением. Это зацепление представляет собой сцепление стальных пальцев-цевок, которые закреплены между двумя кольцами.

### Монтажная стойка
Представляет собой секционную конструкцию трёхгранного сечения. Два пояса, примыкающие к башне, выполнены из швеллеров и служат ездовыми для катков, третий пояс и раскосы выполнены трубчатыми. Имеет собственные механизмы (обойму монтажного полиспаста) для подъёма верхней части башни при её наращивании. Для перемещения, подъёма или опускания самой стойки предназначен полиспаст в нижней части стойки. В нижней части также имеются двухбарабанная лебёдка, один барабан которой служит для навивки монтажного каната выдвижения башни, второй для подъёма и опускания самой стойки. Для проведения пусконаладочных работ и монтажных стойка оборудована специальной люлькой, являющейся рабочим местом монтажника.

### Рабочая стрела и противовесная консоль
Стрела и противовесная консоль представляют собой фермы треугольного сечения. Верхний ярус фермы выполнен из труб, нижний — из неравных уголков. Внутри ферм имеется ограждённый настил, для прохода к механизмам. На конце консоли располагаются грузовые лебёдки, через которые запасован основной рабочий канат, управляющий подъёмом крюковой обоймы.

### Противовесная тележка

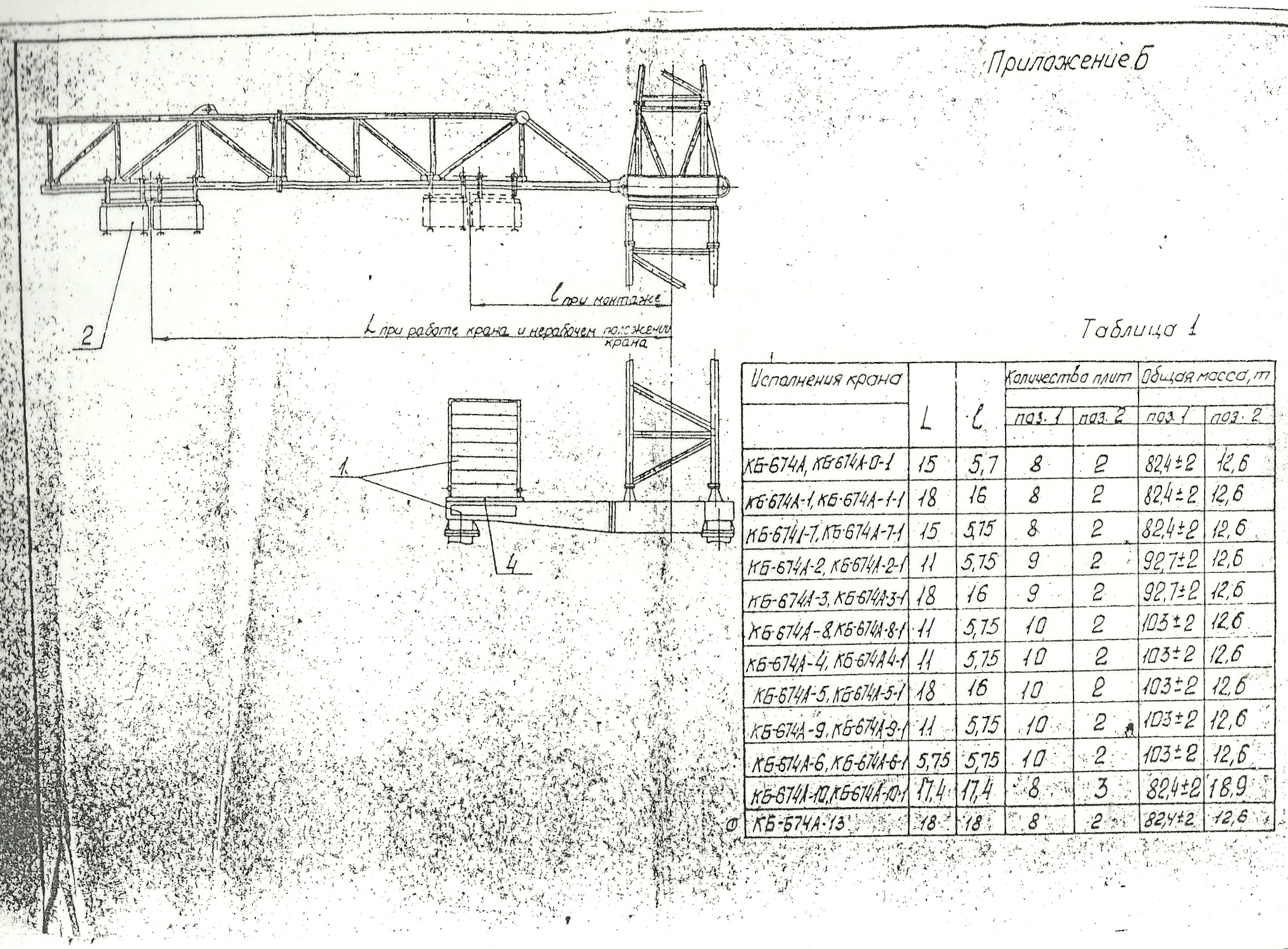
Приложение таблица 1

- По нижним ярусам консоли перемещаются противовесные тележки с помощью специальной лебёдки. При работе тележки не перемещаются, а перемещаются только перед демонтажем .смотри таблицу 1

### Грузовая тележка
Грузовая тележка. По нижним ярусам основной стрелы перемещается грузовая тележка с крюковой обоймой. Грузовые тележки используются двух типов (в зависимости от исполнения).

### Крюковая обойма
Крюковая обойма представляет собой двух- или трёхосную подвеску. Используется два типа (в зависимости от исполнения и грузоподъёмности). Состоит из двух частей:
- двухосная подвеска (аналогичная КБ-401, КБ-402, КБ-403);
- дополнительная обойма, присоединяемая к основной (для увеличения кратности полиспаста с двух на четыре) с помощью серьги и пальца. Дополнительная обойма состоит из двух щёк, между которыми в центре закреплён блок. В нижней части с помощью пальца крепится серьга с шарнирным соединением посередине. Между собой щёки обоймы стянуты болтами с распорными трубками. С целью утяжеления на щёках присутствуют дополнительные грузы[6].

## Монтаж КБ-674
Перед монтажом все штыри и отверстия, опорные плоскости всех конструкций должны быть очищены и смазаны специальной смазкой. Монтаж производится одним вспомогательным краном на автомобильном или пневмоколёсном ходу грузоподъёмностью не менее 16 т и высотой подъёма не менее 30 м, бригадой из 4-6 монтажников и 2 электромонтёров. На этапе подвеса стрелы могут потребоваться дополнительные вспомогательные краны, так как количество кранов напрямую зависит от её длины.
Приведённый ниже метод монтажа подходит не для всех исполнений крана (отличается для «КБ-674-А-13»).
Этапы монтажа крана:
- Подготовка монтажной площадки размерами 100 м на 25 м.
  - Расстояние от оси башни до ближайших действующих зданий и сооружений должно быть не менее 60 м.
- Подкрановые пути.
  - Подготовка, монтаж, нивелирование и заземление путей.
- Установка ходовой рамы и ходовых тележек:
  - Производят разметку положения на подкрановых путях ходовых тележек.
  - Вспомогательным краном на разметке путей устанавливают тележки с равномерными зазорами, ходовые — приводами наружу, одноприводные — по одной диагонали. Крепление тележек к рельсам обеспечивают при помощи противоугонных захватов и проволоки.
  - Укладывают между рельсами плиты балласта пакетно, по три штуки в каждом пакете.
  - Монтируют вспомогательным краном ходовую раму штырями в отверстия опор ходовых тележек.
  - Устанавливают кабельный барабан на ходовой раме.
  - На специальные упоры рамы укладывается одна плита балласта.
  - На балках ходовой рамы с помощью крана устанавливается ящик с площадкой.
  - На штыри балок ходовой рамы устанавливается рама балластная.
  - Установка стойки, шкафов электрооборудования и ограждения.
- Установка основания и верхней секции:
  - Монтируют основание на фланцы ходовой рамы совмещая отверстия и закрепляя при помощи болтов и гаек.
  - Затем на ходовую раму устанавливается лестница.
  - Устанавливается груз привода кабельного барабана на направляющих основания, а также производится запасовка каната барабана.
  - Вспомогательным краном устанавливают и закрепляют верхнюю секцию на основание.
- Установка монтажной стойки:
  - Проверяют балансиры верхней секции башни. При необходимости их разводят в стороны.
  - Вспомогательным краном разворачивают стойку в вертикальное положение и устанавливают в пазы специальных кронштейнов, расположенных на основании.
  - На месте устанавливают наружные балансиры.
  - Запасовывают канаты обоймы большого полиспаста в проушинах секции. А также канат монтажной лебёдки.
- Установка поворотной рамы:
  - Вспомогательным краном на верхнюю секцию устанавливают раму с узлами.
  - Устанавливают съёмную лестницу.
  - Устанавливают фиксатор поворота относительно неповоротной рамы.
- Установка кранового оголовка:
  - Устанавливают на оголовке анемометр, кронштейны, молниеприемник, площадки, подкосы, лестницу.
  - Вспомогательным краном монтируют оголовок на фланцы поворотной рамы, совмещая отверстия фланцев.
- Установка противовесной консоли:
  - Вспомогательным краном выводят её основание на оси поворотной рамы и закрепляют.
  - Устанавливают жесткую оттяжку, крепящую консоль к оголовку.
- Установка основной стрелы:
  - Аналогично консоли вспомогательным краном монтируется рабочая стрела крана.
  - Вспомогательным краном на стрелу с края в сторону башни «закатывается» грузовая тележка.
- Установка противовесов:
  - Аналогично грузовой тележке, на противовесную консоль «закатываются» противовесные тележки. Их количество (обычно две, для «А10», «А13-1» — три) и расположение по длине консоли напрямую зависит от исполнения крана.
- Электромонтажные работы:
  - Разводка кабеля крана: по башне к оголовку, монтажной стойке, стреле, консоли, к поворотной платформе.
  - Заводка кабелей в кабину управления и аппаратную кабину.
  - Установка прожекторов, заградительных огней, табло.
  - Заземление электрооборудования.
- Включение крана в сеть.
  - Операция по запасовке грузовых канатов. Кратность запасовки зависит от исполнения. Может быть 2-х или 4-х кратной.
  - Проверяют работу узлов и оборудования крана.
  - Наращивание.[4]

## Наращивание
Операции по наращиванию:
- На специальные крепления крюковой обоймы при помощи цепей прикрепляют монтажную траверсу.
- Рассоединяют крепления лифтовой и следующей за ней промежуточной секции башни, за тем с помощью монтажной лебёдки поднимают стойку до уровня оголовка крана.
- С помощью траверсы производят захват очередной промежуточной секции башни и поднимают до уровня установки.
- В открывшееся пространство с помощью траверсы грузовой тележкой монтируется новая промежуточная секция башни[4].
- Затем верхнюю часть башни опускают на новую секцию, секции стыкуют и кран может работать с повышенной высотой подъёма[5].

В случае крепления крана к строящемуся зданию, на соответствующих секциях, предусмотрены закладные рамы, которые устанавливают в стыке двух секций. Крепление к дому аналогично крану КБ-573.
Крепление крана к зданию:

## Демонтаж КБ-674 и КБ-676
Демонтаж осуществляется в порядке, противоположном монтажу.
Фотографии 1997 года некоторых этапов разборки на примере крана КБ-676 (1988 года выпуска):

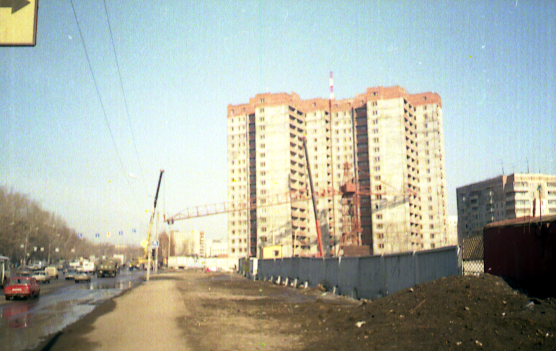
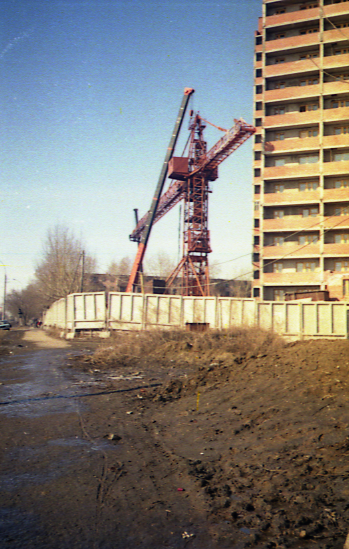
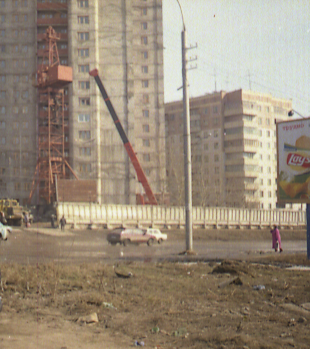
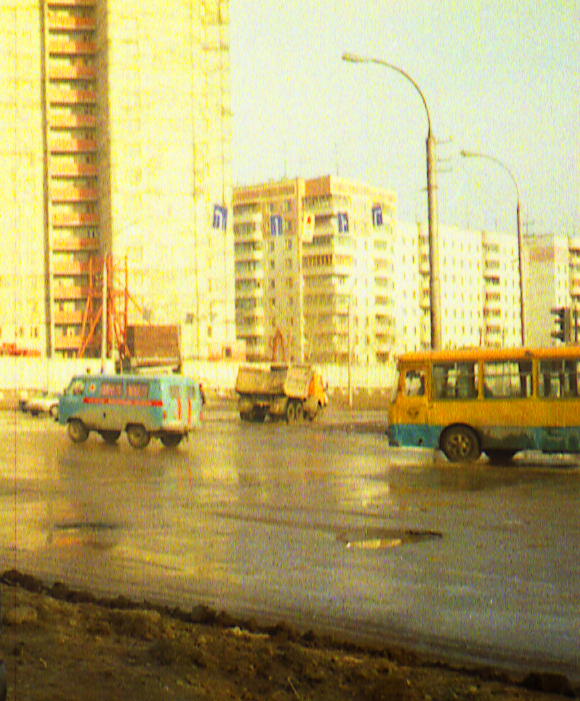

При невозможности демонтажа высотного крана собственными механизмами, его демонтаж осуществляется при помощи устанавливаемых кранов необходимой высоты и грузоподъёмности, при помощи которых в установленном порядке разбирают кран.

## КБ-674 в компьютерных играх
Кран КБ-674, находившийся около саркофага разрушенного IV энергоблока ЧАЭС в период с 1995 года по 2003 год, представлен в серии игр S.T.A.L.K.E.R.: Тень Чернобыля и S.T.A.L.K.E.R.: Чистое небо на карте с атомной станцией в двух экземплярах.
Оба крана в первой игре находятся на локации под названием ЧАЭС-2, а в игре S.T.A.L.K.E.R.: Чистое небо — на объединённой локации ЧАЭС.

## Происшествия с КБ-674 и КБ-676

### Опасные метеоявления
В июне 2001 года во время прохождения грозового фронта, скорость ветра достигала 30-35 м/с, что привело к срыву крана КБ-674 с противоугонных захватов и началу движения под действием ветра. Кран не был демонтирован после возведения каркаса 17-ти этажного монолитного дома по адресу г. Ставрополь, ул. 50-лет ВЛКСМ, 85 и находился в заброшенном состоянии как и вся стройплощадка. В данном районе города (МЖК) все стройплощадки подвергались мародёрству со стороны охотников за цветным и чёрным металлом. Конкретная строительная площадка вовсе не имела забора и граничила с двором жилого дома 81/1. Возможно, к падению крана привели чьи-то деструктивные действия, так как город и все его конструкции регулярно проверялись на прочность ветрами скоростью 20-30 м/с. Данный кран был любимым местом любителей экстрима и местной молодежи, которые даже умели путем растормаживания тормозных колодок вручную вращать/поднимать стрелу/крюк у гусеничного крана РДК-250 на соседней площадке. Не исключено, что свои навыки они могли оттачивать и на КБ-674. В результате падения крана никакие постройки не были разрушены, кран упал на пустырь. В течение нескольких недель он был разрезан на металлолом.
13 мая 2017 года в Красноярске на стройплощадке жилого дома по улице Киренского произошло падение крана КБ-674, сорвавшегося с противоугонных захватов под действием сильного ветра. Погибших и пострадавших нет. Упавшим краном были оборваны линии электропередачи, контактная сеть троллейбуса, снесено 2 фонарных столба. Стрела крана упала на грузовой автомобиль с полуприцепом, который был припаркован через дорогу от стройплощадки.
Крановщицу работавшую в дневную смену привлекли к уголовной ответственности по ст. 216 УК РФ, и назначили наказание в виде штрафа в сумме 30000 рублей.
Вина крановщицы заключалась в не соблюдении техники безопасности-не закрепила противоугонные захваты.

### Нарушение правил техники безопасности
8 июля 2008 года на строительной площадке музыкальной школы в городе Зеленограде упал башенный кран. При падении крана пострадали три человека. По сообщению начальника пресс-службы главного управления МЧС РФ по Москве Евгения Бобылева: «предварительной причиной падения явилось несоблюдение правил техники безопасности при проведении демонтажных работ».

### Ненадёжность конструкции
24 июля 2000 года в городе Москва в результате падения КБ-676, упал кран КБ-674 и была деформирована рабочая стрела крана КБМ-401. В результате аварии один человек пострадал и один погиб. По результатам расследования комиссии Госгортехнадзора: «основной причиной аварии стала ненадёжность конструкции противоугонных захватов и тупиков крана КБ-676».
Авария с краном в Днепропетровске 28.10.2014
В результате наращивания конструкций крана КБ-674А высотой 60 метров произошло разрушение конструкции крана. В результате происшествия три человека погибли на месте, и ещё один человек скончался в карете скорой медицинской помощи.